# La Bazoque (Calvados)
La Bazoque é uma comuna francesa na região administrativa da Normandia, no departamento Calvados. Estende-se por uma área de 10,21 km². Em 2010 a comuna tinha 184 habitantes (densidade: 18 hab./km²).